# Châtenay (Isère)
Châtenay é uma comuna francesa na região administrativa de Auvérnia-Ródano-Alpes, no departamento de Isère. Estende-se por uma área de 4,62 km². Em 2010 a comuna tinha 450 habitantes (densidade: 97,4 hab./km²).